# Daniel Hallingström
Daniel Christian Hallingström (Gamleby, 10 febbraio 1981) è un ex calciatore svedese, di ruolo difensore.